# Елес
Ѐлес, още Елис или Лисе (на гръцки: Οχυρό, Охиро, катаревуса: Οχυρόν, Охирон, до 1927 година Λύσε, Λίσε, Лисе), е село в Република Гърция, дем Неврокоп.

## География
Селото е разположено на 550 m надморска височина, на 7 километра южно от демовия център Зърнево (Като Неврокопи) в центъра на Елеската котловина в подножието на хълма Коджатепе. Край него е разположен понорът Елеските дупки.

## История

### Етимология
Според Йордан Н. Иванов името на селото е производно от елха и е сравнимо с местното име Елеш при село Луково, Свогенско, например, и други от същия произход. Българското ш е минало в с на гръцка почва.

### В Османската империя
В ранния период на управлението на Османската империя в Елес се настанили мюсюлмански преселници, като местното население или било асимилирано, или прогонено. В регистър от XVIII век става ясно, че в селото живели само 82 мюсюлмански семейства, като от тях 18 мъже били сеиди (потомци на Мохамед от внука му Хюсеин), а 5 жени шерифе (потомци на Мохамед от внука му Хасан). Според османиста Евгени Радушев в по-късен период в селото се заселили и българи.
През XIX век село Елес е селище със смесено население, числящо се към Неврокопската кааза на Серския санджак. В 1848 година руският славист Виктор Григорович описва в „Очерк путешествия по Европейской Турции“ Елес като турско село. В 1889 година Стефан Веркович (Топографическо-этнографическій очеркъ Македоніи) отбелязва Лисе като село с 35 български и 80 турски къщи.
В „Етнография на вилаетите Адрианопол, Монастир и Салоника“, издадена в Константинопол в 1878 година и отразяваща статистиката на населението от 1873 година, Лисе (Lissé) е посочено като село със 115 домакинства със 180 жители мюсюлмани и 140 жители българи.
В 1891 година Георги Стрезов пише за селото:
| „ | Елес (турски Лисе), на ЮИ от Каракьой, 4 часа път. Лежи в подножието на Боздаг при левия бряг на Панега. Под селото са Елешките дупки, дето се загубва реката под Боздаг. В околното високо равнище Елещката поляна е най-плодородната. Гръцка църква, издигната с ферман от Екзархията. Жителите са смесени. 40 къщи българе с 90 турци. | “ |

Съгласно статистиката на Васил Кънчов („Македония. Етнография и статистика“) към 1900 година населението на Елисъ (Лисе) брои общо 1010 души, от които 280 българи-християни и 730 турци.
По данни на секретаря на Българската екзархия Димитър Мишев („La Macédoine et sa Population Chrétienne“) в 1905 година в Елес има 336 българи екзархисти. В селото функционира начално българско училище с 1 учител и 9 ученици.
В рапорт до Иларион Неврокопски от 1909 година пише за Елес:
| „ | С. Елес... Селото е разположено на хубаво равно място. Над него се издига Елеската планина, която има хубави пасища. Елеското поле е плодородно. Селяните се занимават със скотовъдство и земеделие. Обработват най-вече пасища и след това житни растения. Има 45 къщи български с 200 души хора и 200 къщи турски с 990 души народ. Турците и българите не са в добри отношения. Сега българите са завели дело против мохамеданите, за да бъдат и да им дадат последните дворове и пасища или част от приходите им. Те спечелиха делото в Неврокоп, но турците го оспориха в Сяр. Черквата „Св. Димитър“ е строена преди 1882 г. Зданието е съградено не много солидно от дървен материал. Нуждае се от главни поправки. Училището е здраво. | “ |

Според гръцката статистика, през 1913 година в Елес (Λίσσα, Лиса) живеят 1409 души.
При избухването на Балканската война в 1912 година 14 души от Елес са доброволци в Македоно-одринското опълчение.

### В Гърция
Селото е освободено от османска власт по време на Балканската война от части на българската армия. След Междусъюзническата война от 1913 година Елес попада в пределете на Гърция. През 1918 година българските семейства в селото са 80 от всичко 300. Българите се изселват на следната 1919 година в България, в Неврокоп и района. Официално изселилите се българи са 73 души. В 1923 година по силата на Лозанския договор турците се изселват в Турция и на тяхно място са настанени гърци бежанци.
Към 1928 година Елес е бежанско село с 211 семейства и 829 души бежанци.
Населението се занимава с отглеждане на тютюн, жито и други земеделски култури, както и със скотовъдство.
| Име              | Име               | Ново име            | Ново име            | Описание                                      |
| ---------------- | ----------------- | ------------------- | ------------------- | --------------------------------------------- |
| Сиври тепе       | Σιβρί Λόφος       | Агиос Павлос        | Άγιος Παύλος        | връх в Щудер на Ю от Елес (1768,5 m)          |
| Мангур           | Μαγκούρ Λόφος     | Равди               | Ραβδί               | връх в Щудер на Ю от Елес (1445 m)            |
| Арнаут Мандралар | Άρναούτ Μαντραλάρ | Андерисма Теодориди | Άντέρισμα Θεοδωρίδη | връх в Щудер на ЮИ от Елес                    |
| Бостанлък        | Μποστανούκ        | Пепонотопос         | Πεπονότοπος         | гора в Щудер на ЮИ от Елес                    |
| Чам              | Τσάμι             | Певкотопос          | Πευκότοπος          |                                               |
| Алан чаир        | Άλάν Τσαΐρ        | Ксефотон            | Ξέφωτον             | блато на ЮЗ от Елес                           |
| Елмалък          | Ελμαλίκ           | Милиес              | Μηλιές              | местност и връх в Щудер (898 m) на ЮЗ от Елес |
| Али Кехая        | Άλή Κεχαγιά       | Елевтериади         | Έλευθεριάδη         | гора в Щудер на ЮИ от Елес                    |
| Сулендже         | Σουλέντζε         | Вуркорема           | Βουρκόρρεμα         | река на С от Елес                             |
| Арматлук         | Άρματλούκ         | Ахладиес            | Άχλαδιές            | местност на СЗ от Елес                        |

| Година    | 1913 | 1920 | 1928 | 1940 | 1951 | 1961 | 1971 | 1981 | 1991 | 2001 | 2011 | 2021 |
| --------- | ---- | ---- | ---- | ---- | ---- | ---- | ---- | ---- | ---- | ---- | ---- | ---- |
| Население | 1409 | 1001 | 1016 | 2182 | 1287 | 1310 | 772  | 654  | 557  | 510  | 514  | 314  |

## Личности
Родени в Елес
- Александър Костадинов (1888 – ?), македоно-одрински опълченец, Четата на Стоян Филипов[19]
- Ангел Костадинов Недев (1887 – ?), македоно-одрински опълченец, учител, 3 рота на 13 кукушка дружина, носител на бронзов медал с корона[20]
- Атанас Костадинов (1888 – ?), македоно-одрински опълченец, учител, Четата на Стоян Филипов[19]
- Георги Николов (1892/1893 – ?), македоно-одрински опълченец, Четата на Стоян Филипов, 2 рота на 13 кукушка дружина[21]
- Димитър Георгиев (1870 – ?), македоно-одрински опълченец, Четата на Стоян Филипов, 2 рота на 13 кукушка дружина[22]
- Димитър Челебиев – Кенди Гелен или Кендигелен, български революционер от ВМОРО, делегат на Втория драмски околийски конгрес от 1907 година[23]
- Евангелос Мавропулос (р. 1935), гръцки футболист
- Иван Василев (1892 – ?), македоно-одрински опълченец, Четата на Стоян Филипов, 2 рота на 13 кукушка дружина, носител на кръст „За храброст“[24]
- Иван Иванов (1890 – ?), македоно-одрински опълченец, Четата на Стоян Филипов, носител на кръст „За храброст“ IV степен[25]
- Иван Николов Пагунев (1883 – ?), македоно-одрински опълченец, Четата на Стоян Филипов, 4 рота на 13 кукушка дружина[26]
- Иван Попилиев (1885/1887 – ?), македоно-одрински опълченец, учител, Четата на Стоян Филипов, 1 рота на 13 кукушка дружина[27]
- Иван Ст. Манолев (1874 – ?), македоно-одрински опълченец, 3 рота на 13 кукушка дружина[28]
- Иван Стоев (1875 – ?), македоно-одрински опълченец, Четата на Стоян Филипов[29]
- Иван Тангъчов (1890 – ?), македоно-одрински опълченец, 4 рота на 13 кукушка дружина[30]
- Никола Атанасов (1892 – ?), македоно-одрински опълченец, учител, Четата на Стоян Филипов, 4 рота на 13 кукушка дружина[31]
- Сидер Тасев, македоно-одрински опълченец, 3 рота на 5 одринска дружина[32]